# مايمايتيتورسن شيونغ
مايمايتيتورسن شيونغ (بالصينية: 麦麦提图尔孙·琼) (مواليد 13 يناير 1988) هو ملاكم صيني، مثّل بلاده في الألعاب الأولمبية الصيفية في دورتي 2008 و2012.

## روابط خارجية
مايمايتيتورسن شيونغ على موقع بوكس ريك (الإنجليزية) (registration required)
- مايمايتيتورسن شيونغ على موقع اللجنة الأولمبية الدولية (الإنجليزية)
- مايمايتيتورسن شيونغ على موقع أوليمبيديا (الإنجليزية)